# Agapanthia amitina
Agapanthia amitina är en skalbaggsart som beskrevs av Holzschuh 1989. Agapanthia amitina ingår i släktet Agapanthia och familjen långhorningar.
Artens utbredningsområde är Iran. Inga underarter finns listade i Catalogue of Life.